# 環氣管韌帶
環氣管韌帶（cricotracheal ligament）主要是將環狀軟骨與氣管的第一環連接。
它類似於將氣管的軟骨環彼此連接的纖維膜。